# Ashton (cognome)
Ashton è un cognome di lingua inglese.

## Diffusione
Il cognome Ashton è presente in Italia in 4 comuni.

## Persone
- Brian Ashton (1946), giocatore e allenatore di rugby a 15 britannico
- Catherine Ashton (1956), politica britannica
- Chris Ashton (1987), rugbista a 13 e a 15 britannico
- Claude Ashton (1901 - 1942), calciatore inglese
- Dean Ashton (1983), calciatore inglese
- Frederick Ashton (1904 - 1988), danzatore e coreografo britannico
- John Ashton (1948), attore statunitense
- Joseph Ashton (1986), attore e doppiatore statunitense
- Juli Ashton (1968), attrice pornografica statunitense
- Mark Ashton (1960 - 1987), attivista LGBT britannico e segretario della Lega dei Giovani Comunisti
- Sylvia Ashton (1880 - 1940), attrice del cinema muto statunitense